# Klausur (Prüfung)
Eine Klausur (Pädagogik) bezeichnet eine schriftliche Prüfungsarbeit, die in der Regel gleichzeitig mit anderen Teilnehmern in einer festgelegten Zeitspanne unter Aufsicht angefertigt wird. In der Regel dient sie als Leistungskontrolle der qualitativen Leistungsbewertung und führt über die Notengebung zu differenzierenden Ergebnissen.
In der Schule ersetzt sie in der Sekundarstufe II die Klassenarbeit und ist in der Regel mehrstündig konzipiert. Mit Ausnahme von zentral gestellten Abiturklausuren oder Vergleichsklausuren wird sie vom jeweiligen Fachlehrer gestellt, zeitnah mithilfe eines transparenten Bewertungsschemas korrigiert, benotet und den Prüflingen ausgehändigt.
An Universitäten, Fachhochschulen und Berufsakademien haben Studenten Klausuren zu bewältigen, die von Lehrkräften als Aufgabensteller anzufertigen sind.
Die Anfertigung einer Klausur ist eine komplexe Aufgabe, die systematisch geübt werden kann, um negative Einflussfaktoren wie Prüfungsangst zu verringern sowie eine zielführende Vorbereitung und angemessene Zeiteinteilung zu schulen.

## Klausurarten und Hilfsmittel
Die Klausuraufgaben unterliegen einer qualifizierten Leistungsbewertung und führen über die Notengebung zu einer Differenzierung der Leistungen von Schülern und Studierenden. Eine erfolgreiche Klausurleistung setzt bei den Kandidaten effizientes Lernen und umsetzendes Lösen voraus.

### Typologie der Klausuraufgaben
Grundsätzlich können folgende verschiedene Arten von Klausuren gestellt werden, von denen sich heute in den Hochschulen vor allem die Aufgabenklausuren durchgesetzt haben:
- Die Aufgabenklausur, bei der die handlungsorientierten Einzelaufgaben nicht nur darauf ausgerichtet sind, reines Fachwissen abzuprüfen, sondern bestimmte Tatbestände anwendungs- und problemorientiert verarbeitet werden müssen. Der Hauptzweck solcher Aufgabenstellungen besteht darin, neben den Kenntnissen und Fertigkeiten vor allem das Problemlösungsverhalten der Lernenden zu überprüfen und zu beurteilen.
- Die Themenklausur, deren Aufgabenstellungen umfassend und problemorientiert formuliert sind und hohe Anforderungen an die Fähigkeit stellen, komplexe Zusammenhänge zu analysieren und diese in systematischer Form darzulegen. Der Umfang und Inhalt sowie das Maß einer eigenständigen Studienleistung werden wesentlich durch den Studienabschnitt des Studierenden bestimmt. Bei Themenklausuren empfiehlt es sich, den Ausführungen eine Gliederung voranzustellen.
- Die Ankreuzklausur, bei der sich der Prüfling zwischen mehreren vorgegebenen Antworten zu entscheiden hat. Es gibt verschiedene Auswahltypen, abhängig davon wie viele Antwortmöglichkeiten zutreffend sind und wie falsches sowie teilweise korrektes Ausfüllen bewertet wird. Die Qualität der Multiple-Choice-Aufgaben kann sehr unterschiedlich sein und reicht von sehr schwierig zu lösenden Fragen bis hin zu Erfolgen beim Raten. Aus Sicht der Leistungsbeurteilung gewährleisten sie ein hohes Maß an Objektivität.

Bei der Bearbeitung dieser Klausuraufgaben sind von Schülern und Studierenden Regeln zu beachten, damit die Klausur erfolgreich bewältigt werden kann.

### Hilfsmittel
Vor einer Klausur ist von den Aufgabenstellern zu klären und mit der Aufgabenstellung zu dokumentieren, welche Hilfsmittel bei der Bearbeitung der Klausur zugelassen sind. Dabei ist die Art der zugelassenen Hilfsmittel vom jeweiligen Fachgebiet abhängig. Bei Klausuren können Hilfsmittel zugelassen oder ausgeschlossen werden. Deshalb sind zu unterscheiden:
- In vielen Fällen gibt es keine Hilfsmittel, d. h., außer dem Stift und ggf. den Zeichenutensilien ist nichts zugelassen, wie es vor allem bei Fremdsprachen bzw. im Bereich Medizin oder in den Wirtschaftswissenschaften üblich ist. Jedoch stehen Schülern in Klausuren (je nach Aufgabenart) meist ein- oder zweisprachige Wörterbücher zur Verfügung. Auch in der Abiturprüfung soll in allen Fächern ein Rechtschreibwörterbuch zugänglich sein.

- In naturwissenschaftlichen Fächern bzw. im Bereich Jura sind fachbezogene Hilfsmittel zugelassen, z. B. nicht-programmierbare Taschenrechner, Formelsammlungen, Gesetzestexte und einsprachige Wörterbücher. Die Texte dürfen aber keine persönlichen Anmerkungen enthalten.

- In manchen mathematischen Fächern sind eingeschränkte Hilfsmittel zulässig, z. B. eigene handschriftliche Notizen in beliebigem Umfang, gedruckte Notizen in stark begrenztem Umfang oder ein bestimmtes Lehrbuch, das allerdings keine persönlichen Eintragungen enthalten darf.

- Vor allem in technischen oder mathematischen Fächern sind Open-Book- oder Kofferklausuren weit verbreitet. Hier sind alle Hilfsmittel zugelassen, d. h., es sind sämtliche schriftliche Hilfsmittel wie Fachbücher, Nachschlagewerke oder eigene Notizen erlaubt, evtl. auch grafikfähige und programmierbare Taschenrechner. In solchen Klausuren wird naturgemäß nicht das (nachschlagbare) Faktenwissen geprüft, sondern es sind eher Lösungswege zu suchen und es ist dabei Kreativität gefragt. Auch in anderen akademischen Disziplinen wird diese Prüfungsform – vorangetrieben durch die Corona-Pandemie – immer öfter angewendet.

Teilweise werden Klausuren nur auf besonderem Klausurpapier geschrieben, um die Möglichkeit auszuschließen, dass vorgefertigte Antworten eingebracht werden. Die Aufsicht ist bemüht, Betrug in jeglicher Form zu unterbinden, damit gleiche Bedingungen für alle gelten und somit Vergleichbarkeit gewährleistet ist.
Zur Vorbereitung für Klausuren gibt es die Möglichkeit Probeklausuren zu stellen, bei denen die Schüler oder Studenten unter Klausurbedingungen eine bewertete Prüfung schreiben, welche jedoch nicht in eine Gesamtwertung eingeht, sondern nur dem Prüfling seinen Leistungsstand zeigen soll.

## Aufgabentypen und Lösungsverfahren
Bei der Bearbeitung anspruchsvoller Klausuren ist von den Schülern und Studierenden nicht nur reines Fachwissen wiederzugeben, sondern es wird vor allem verlangt, dass bestimmte Tatbestände anwendungs- und problemorientiert verarbeitet werden. Sowohl für Schüler als auch für Studierende erscheint es deshalb sinnvoll, sich intensiv mit den folgenden Bearbeitungsverfahren zur Lösung von Klausuraufgaben auseinanderzusetzen, denn diese Kenntnisse können zur besseren Klausurbewältigung beitragen. Das jeweils anzuwendende Bearbeitungsverfahren hängt dabei von der Art der zu lösenden Aufgabenstellung ab. Es sind hier folgende Zusammenhänge zu beachten:

### Wissensaufgaben und Deskriptionsverfahren
Die Lösung von Wissensaufgaben verlangt von den Teilnehmern vorher erarbeitete Kenntnisse ab. Die Aufgaben sollten vom Prüfenden aber nicht so gestellt werden, dass vom Teilnehmer auswendig Gelerntes lediglich in der vorbereiten Form niedergeschrieben werden kann, ohne dass das Problemlösungsverhalten der Prüflinge gefordert wird.
Beispiel: Erklären Sie die wesentlichen ökonomischen Ziele eines Unternehmens!
Solche Aufgabenstellungen sind immer noch weit verbreitet. Dann kann das Deskriptionsverfahren angewendet werden, d. h., die einzelnen Möglichkeiten sind zu dokumentieren und entsprechend detailliert zu beschreiben. Der Aufgabensteller sollte sich aber darum bemühen, solche Aufgabenstellungen in handlungsorientierte Wissensaufgaben zu integrieren, z. B. praktische Fälle, weil dadurch das analytische Denken der Prüflinge mehr gefordert wird. Die Literatur liefert hier ansprechende Beispiele.

### Rechenaufgaben und Rechenverfahren
Im Rahmen der Lösung von Rechenaufgaben weist der Lernende angewandte mathematische Kenntnisse nach. Die Regeln dafür wurden zuvor vom Aufgabensteller im Unterricht bzw. in der Vorlesung behandelt.
Um beispielsweise eine Investitionsrechnung lösen zu können, müssen die Lernenden finanzmathematische Kenntnisse nachweisen, z. B. das Kapitalwertverfahren bzw. das Annuitätenverfahren. Außerdem müssen ihnen die Unterschiede zwischen statischen und dynamischen Investitionsrechnungsverfahren bekannt sein.

### Entscheidungsaufgaben und Entscheidungsverfahren
Eine Entscheidungsaufgabe verlangt vom Prüfling, dass er nach begründeter Abwägung der Vorzüge und Grenzen eines bestimmten Phänomens eine begründete Entscheidung treffen kann. Hier ist begründet abzuwägen, ob sich der Schüler bzw. Studierende für diese oder jene Alternative entscheidet.
Beispiel: Entscheiden Sie für einen Industriearbeiter, ob Sie dessen Entlohnung im Akkordlohn oder im Zeitlohn vornehmen würden, wenn das Unfallrisiko bei diesen Arbeiten relativ gering ist!
Im Rahmen des Entscheidungsverfahrens sind zuerst die verschiedenen Begriffe zu klären, dann sind die Vor- und Nachteile der verschiedenen Lohnformen zu erläutern, bevor eine Entscheidung zugunsten des Akkordlohns zu treffen ist, weil die Schnelligkeit der Arbeit im Vordergrund steht und in diesem Falle weniger Unfallrisiken bestehen.

### Strukturierungsaufgaben und Zerlegungsverfahren
Eine Strukturierungsaufgabe ist im Regelfall relativ umfassend gestellt und wirkt auf den ersten Blick für den Lernenden unübersichtlich. Zur Lösung solcher Aufgaben kann das Zerlegungsverfahren angewendet werden.
Beispiel: Erstellen Sie eine begründete Analyse, aus der hervorgeht, welche Risikofaktoren, Eintrittswahrscheinlichkeiten und Folgen für den Betroffenen entstehen! Beschreiben Sie geeignete Gegenmaßnahmen!
Bei dem Zerlegungsverfahren werden zunächst die in der Aufgabenstellung vorkommenden Begriffe geklärt, bevor die einzelnen Antworten systematisch abgehandelt werden.

### Vergleichsaufgaben und Kriterienverfahren
Im Rahmen einer Vergleichsaufgabe sind verschiedene Aufgabeninhalte gegenüberzustellen und zu interpretieren. Eine Vergleichsaufgabe sollte anhand verschiedener Kriterien gelöst werden.
Beispiel: Vergleichen Sie die Aktiengesellschaft und die Gesellschaft mit beschränkter Haftung!
Dabei könne als Vergleichskriterien die Inhalte geltender Gesetze, die Höhe des gezeichneten Kapitals, die Kapitalanteile, die Nachschusspflicht, die Arten der Organe und die Rücklagen genannt werden. Zur Verdeutlichung kann eine Vergleichstabelle hinzugefügt werden.

### Interpretationsaufgaben und Auslegungsverfahren
Wenn eine Interpretationsaufgabe zu lösen ist, dann wird der Lernende zur Auslegung, Deutung bzw. zur Beurteilung bestimmter Phänomene veranlasst, welche zu definieren sind. Dann wird der Bearbeitende aufgefordert, seine eigene Meinung zu diesem Thema zu äußern.
Beispiel: Es wird eine Behauptung in den Raum gestellt, die so nicht ohne weiteres akzeptierbar ist: Der Produktionsleiter eines Unternehmens mit 10.000 Beschäftigten schlägt vor, dass die in der Personalabteilung anfallenden Aufgaben künftig von seinem Bereich nebenbei mitbearbeitet werden sollen. Was halten Sie von diesem Vorschlag? Begründen Sie Ihre Meinung!
Das Auslegungsverfahren setzt voraus, dass der Lernende den geforderten Sachverhalt richtig interpretiert, um am Ende zu einer eigenständigen und begründeten Auffassung zu kommen.

### Gestaltungsaufgaben und Innovationsverfahren
Bei der Lösung einer Gestaltungsaufgabe wird dem Lernenden ein Beitrag zur Herleitung eines bestimmten Ergebnisses in schöpferischer Form abverlangt.
Beispiel: Die selbstständige Erstellung einer Stellenannonce oder eines Organigramms unter bestimmten, umfassenden Nebenbedingungen.
Dabei kann die Anwendung des Innovationsverfahrens hilfreich sein, bei dem vom Lernenden verlangt wird, dass er die Aufgabe gründlich durchliest, den Sinn der Aufgabe erkennt und dass er dazu dann einen eigenständigen Lösungsansatz findet.

### Lückentest und Ergänzungsverfahren
Ein Lückentest ist eine Aufgabenform, bei der die Lernenden aus ihrer Sachkenntnis heraus in einem zusammenhängenden Text leere Stellen sinnvoll ergänzen sollen (vgl. Lückentexttest). Für den Beurteilenden ist das Bewerten der Ergebnisse relativ einfach, nachteilig ist aber, dass eine gewisse Schematisierung gegeben ist. Im Unterricht bzw. in der Vorlesung sind die Inhalte der entsprechenden Phänomene so zu behandeln, dass die Lernenden die Lücken herausfinden können.
Die Varianten des Einsetz- oder Zuordnungstextes sind verwandt mit den MC-Test, da es eine vorgegebene Menge an Lösungsbegriffen gibt, die den entsprechenden Lücken zugeordnet werden müssen, wobei die Anzahl der Füller die der Lücken auch unter- oder überschreiten kann.

### Multiple-Choice-Aufgaben und Ankreuzverfahren
Bei Multiple-Choice-Aufgaben hat man aus einer Auswahl von vier bis fünf Szenarien das Zutreffende oder die am ehesten zutreffenden Antworten anzukreuzen.
Beispiel: Aufgabenstellungen in einer Führerscheinprüfung
Dabei können breite Fachgebiete relativ schnell abgeprüft werden und die Ermittlung der Ergebnisse ist relativ einfach. Der Lernende hat allerdings nicht die Möglichkeit, seinen Lösungs- und Gedankengang zu dokumentieren, der ihn zur Beantwortung der Aufgabe geführt hat und ist meist über seinen Entschluss nicht sicher.

### Themenübergreifende Aufgaben und Matrixverfahren
Die Lösung themenübergreifender Aufgabenstellungen verlangt vom Betroffenen, dass er in der Lage ist, Zusammenhänge zwischen zwei Phänomenen zu erkennen.
Beispiel: Dokumentieren Sie Zusammenhänge zwischen dem Einsatz und der Weiterbildung von Personal im Unternehmen!
Bei der Lösung solcher Aufgabenstellungen hat es sich bewährt, das Matrixverfahren anzuwenden. Hier werden bestimmte Elemente des Personaleinsatzes und bestimmte Phänomene der Weiterbildung als Matrix gegenübergestellt, um dann zu Lösungsansätzen zu kommen. Die skizzenförmigen Sammlungen sind dann in Textform umzusetzen.